# Колекастањо (Л'Аквила)
Колекастањо (итал. Collecastagno) је насеље у Италији у округу Л'Аквила, региону Абруцо.
Према процени из 2011. у насељу је живело 43 становника. Насеље се налази на надморској висини од 332 м.